# Stanari
Stanari (szerbül: Станари), település és községközpont Bosznia-Hercegovinában, a Szerb Köztársaság északi régiójában Stanari községben. 

## Fekvése
A község Bosznia-Hercegovina északi részén, Dobojtól légvonalban 20, közúton 25 km-re nyugatra, az Ukrina folyó vízgyűjtő területén, Krnjin régióban található, és túlnyomórészt alföldi, dombos terep jellemzi, minimum 138 m (Brestovo) és maximum 343 m (Radnja Donja) tengerszint feletti magassággal. Stanari községben három, több mint 300 m tengerszint feletti magasságú domb található, amelyek Stanari község területének három különböző oldalán helyezkednek el. Maga a községközpont a Mala Ukrina jobb oldali mellékvizei, a Radnja és az Ostružnja-folyók és mellékágaik völgyeiben és a környező dombokon szétszórt házcsoportokban fekszik. Dobojjal az R474a számú helyi út köti össze és áthalad rajta  Doboj-Stanari-Kulaši-Prijedor vasútvonal is. Az út és a vasútvonal Krnjint két részre osztják - a déli részt, amely kelet felé egészen Doboj külvárosáig húzódik, Mali Krnjinnek hívják.

## Éghajlata
A község területe a mérsékelt kontinentális éghajlat övéhez tartozik, mérsékelten hideg telekkel (januári átlaghőmérséklet –0,7 °C) és mérsékelten meleg nyarakkal (júliusi átlaghőmérséklet 30,9 °C). Az átlagos napsütéses órák száma összesen 1570 óra. Az átlagos éves csapadékmennyiség körülbelül 950 mm, és egyenletesen oszlik el az év során.

## Népessége

### A község népessége
| Nemzetiségi csoport | Népesség 1991 | Népesség 2013 |
| ------------------- | ------------- | ------------- |
| Szerb               | 9606          | 7076          |
| Bosnyák             | 8             | 4             |
| Horvát              | 1162          | 106           |
| Jugoszláv           | 250           | 5             |
| Egyéb               | 212           | 138           |
| Összesen            | 11238         | 7329          |

### A település népessége
| Nemzetiségi csoport | Népesség 1991 | Népesség 2013 |
| ------------------- | ------------- | ------------- |
| Szerb               | 1204          | 1042          |
| Bosnyák             | 1             | 0             |
| Horvát              | 20            | 15            |
| Jugoszláv           | 45            | 0             |
| Egyéb               | 29            | 18            |
| Összesen            | 1299          | 1075          |

## Története
A település 1878-ig tartozott az Oszmán Birodalomhoz, ekkor a berlini kongresszus határozata alapján az Osztrák-Magyar Monarchia része lett. 1879-ben az első osztrák-magyar népszámlálás során a Tešanji járáshoz és Stanari községhez tartozó településnek 29 háztartása és 242 ortodox lakosa volt. 1910-ben a Tesanji járáshoz tartozó településen 49 háztartást és 343 ortodox lakost találtak. A monarchia szétesésével 1918-ban előbb a Szerb-Horvát-Szlovén Királyság, majd 1929-től a Jugoszláv Királyság része lett. 1921-ben a Doboji járáshoz tartozó községnek 2236 lakosa volt, közülük 1623 ortodox szerb, 508 római katolikus, 8 muszlim, 5 evangélikus és 2 görög katolikus volt. Az 1929-es törvény értelmében, amikor Bosznia-Hercegovinát négy banovinára, Drinskára, Vrbaskára, Zetskára és Primorskára osztották, a település a Vrbaska banovina része lett, amelynek székhelye Banja Luka volt.
A második világháborúban Jugoszlávia megszállása után a Független Horvát Állam (NDH) része lett. A második világháború után 1992-ig a település a szocialista Jugoszlávia keretében a Bosznia-Hercegovinai Népköztársaság része volt. Stanari község 1959-ig létezett és működött, amikor a számos átszervezés egyike során megszüntették és Doboj községhez csatolták. A boszniai háborút lezáró daytoni békeszerződés rendelkezése alapján az ország területét felosztották a Bosznia-hercegovinai Föderáció és a boszniai Szerb Köztársaság között. A háború utáni területmegosztáskor a Szerb Köztársaság területéhez csatolták.
A község újraalapításának gondolata először 1965-ben vetődött fel, de egyrészt a megértés hiánya, másrészt a politikai akadályozás miatt a Stanari község megújítására irányuló kezdeményezést több későbbi próbálkozást 1969, 1976 és 1984 során sem sikerült megvalósítani, és a Stanari Község Újjáépítéséért Felelős Kezdeményező Bizottság, nem akarva megkérdőjelezni a tágabb nemzeti érdekeket, 1991-ben beszüntette a kezdeményezést. 1996-ban ismét felmerült Stanari község újjáalakításának a kérdése. A december végén tartott ülésen ismét megerősítették a lakosok azon akaratát, hogy önálló községi központtá váljanak. Végül a község 2014-ben kapta meg ismét az önkormányzati státuszt. Az újonnan megalakult községi önkormányzat első polgármestere, akit 2015 februárjában választottak meg, a Független Szociáldemokraták Szövetségének tagja, Dušan Panić volt. 

## Gazdaság
A település lignitbányájáról és hőerőművéről ismert. A bánya a helyiek fő bevételi forrása is. A Stanari-medencében a mélyben levő szénre vonatkozó első geológiai adatok a 20. század elejéről származnak (F. Katzer). A szén kitermelése Stanariban 1948-ban kezdődött a Raškovac külszíni fejtésben. A földalatti kitermelés 1955-ben kezdődött, és 1975-ig tartott a medence északi részén (1., 2., 3. és 4. fejtés). A déli részen 1974 és 1980 között folytak a feltárások (Ostružnja fejtés). 1974-től kezdődően a szénbányászat főként külszíni fejtésekben koncentrálódott, amikor a Raškovac külszíni fejtést megnyitották a medence északnyugati részén. A tervezett 600 000 tonnás éves termelési kapacitást csak 1989-ben és 1990-ben érték el. A Krnjin-hegyvidéken a Stanari bánya biztosítja a legtöbb munkahelyet, de az 1980-as évek közepe óta a bánya komoly pénzügyi problémákkal és munkáslázadásokkal küzd. A problémák az 1990-es évek eseményeivel és a nagy gazdasági visszaeséssel súlyosbodtak. A források és az új berendezések felújításába és beszerzésébe történő beruházások hiánya miatt a termelés szintje évről évre csökkent. 2004-ben a termelés szinte teljesen leállt. 2004 májusa óta a bánya tulajdonosa az ETF Csoport, és a bánya (2015) 539 munkást foglalkoztat. 2013-ban a bánya 881 632 tonna lignitet termelt a bosznia-hercegovinai és külföldi fogyasztók számára. A rekordév 2012 volt, amikor 1 087 927 tonnát termeltek.
A Stanari hőerőmű építését 2011. november 11-én a Boszniai Szerb Köztársaság kormánya hagyta jóvá. A tervek úgy szóltak, hogy a hőerőmű 300 megawattóra (MWh) kapacitással rendelkezik majd, és évente kétmillió MWh villamos energiát fog termelni. Az erőmű 2016 elején került végső tesztelésre, és 2016 szeptemberében elérte a kereskedelmi üzemet. Jelenleg szinkronban működik Bosznia-Hercegovina villamosenergia-hálózatával. Évente 2 millió MWh energiát termel. A szenet a szomszédos Stanari szénbánya biztosítja, amelyet az erőmű stabil üzemanyag-ellátásának biztosítása érdekében 2006-ban felújítottak. Az EFT szerint az erőmű építése 1200 új munkahelyet teremtett az építési szakaszban, és mintegy 800 állandó munkahelyet a befejezés után. A kedvezményezettek között voltak és vannak továbbra is az építőipar, a különböző beszállítók, logisztikai és egyéb szolgáltatók Bosznia-Hercegovinában.

## Oktatás
Az első iskolát 1896-ban nyitották meg. A településen található a kilenc osztályos „Desanka Maksimović” általános iskola. Stanari környékén nincs középiskola, így a helyi diákok általában Dobojban folytatják tanulmányaikat.

## Sport
- Rudar Stanari labdarúgóklub
- Rudar Stanari rögbiklub

## Nevezetességei
- A településen egy ortodox templom áll, amelyet Szent Petka Paraskeva tiszteletére szenteltek, és 1924-ben épült. Méretei 14,6 x 9,1 méter, a harangtorony pedig 18 méter magas. A templom elkészülte után 1936-ban Nektarije Krulj, Zvornik-Tuzla ortodox püspöke szentelte fel. Kisméretű téglákból épült, cserepekkel van fedve, a harangtorony borítása horganyzott lemezből készült, egy harang súlya körülbelül 250 kilogramm. A második világháború alatt a templomot a partizánok aknagránátja megrongálta, de a háború után újjáépítették. 1984-ben teljes felújításon esett át, amikor új alapokat készítettek, a régit kifestették, új vakolatot vittek fel, új pathoszt, új homlokzatot és új ikonosztázt kaptak. A felújítás után a templomot 1987-ben Vaszilij Kačavenda, Zvornik-Tuzla ortodox püspöke szentelte fel. A templomban egy nagy, tölgyfából készült ikonosztáz található, amely a jelanjskai Vojislav Jauković alkotása. Az ikonokat a doboji Dragan Manojlović festette.[11]

- A településen még található egy emlékmű a második világháborúban elesett katonáknak, valamint két emlékmű a bosznia-hercegovinai polgárháborúban elesett katonáknak.

## Fordítás
- Ez a szócikk részben vagy egészben  a   Stanari című angol Wikipédia-szócikk ezen változatának fordításán alapul.  Az eredeti cikk szerkesztőit annak laptörténete sorolja fel. Ez a jelzés csupán a megfogalmazás eredetét és a szerzői jogokat jelzi, nem szolgál a cikkben szereplő információk forrásmegjelöléseként.
- Ez a szócikk részben vagy egészben  a(z)   Станари című szerb Wikipédia-szócikk ezen változatának fordításán alapul.  Az eredeti cikk szerkesztőit annak laptörténete sorolja fel. Ez a jelzés csupán a megfogalmazás eredetét és a szerzői jogokat jelzi, nem szolgál a cikkben szereplő információk forrásmegjelöléseként.